# Andruw Jones
Andruw Rudolf Jones (Willemstad, 23 de abril de 1977) é um ex-jogador de beisebol profissional, nascido em Curaçau. Atuava como campista central e rebatedor designado. Jogou na Major League Baseball (MLB) mais notavelmente pelo Atlanta Braves. Jones também jogou pelo Los Angeles Dodgers, Texas Rangers, Chicago White Sox e New York Yankees, além de jogar na Nippon Professional Baseball (NPB) pelo Tohoku Rakuten Golden Eagles. Jones era um especialista defensivo na maior parte de sua carreira e venceu o Rawlings Gold Glove Award como campista externo consecutivamente de 1998 até 2007. Jones também possuía um braço poderoso. Foi convocado para o All-Star Game por cinco vezes e venceu o Hank Aaron Award e o Silver Slugger Award em 2005. Em 2002, foi vencedor da edição inaugural da premiação da National League (NL), All-Star Final Vote. Jogava principalmente como campista central, mas foi reposicionado como rebatedor designado e campista externo jogando pelo Rangers, White Sox e Yankees.

## Vida pessoal
Jones é casado com Nicole Derick. São pais de um filho, Druw, e uma filha, Madison. Tem ainda uma outra filha, Andrianna, com April Caraway.
Na manhã do dia de Natal de 2012, Jones foi preso por policiais que atenderam um chamado de violência doméstica entre ele e sua esposa Nicole, no subúrbio de Atlanta. Foi liberado após pagamento de fiança de $2.400, naquela mesma manhã. Nicole Jones pediu o divórcio no começo de janeiro de 2013 e o casal foi para o tribunal para definir a custódia do filho.